# Horisme xerophila
Horisme xerophila là một loài bướm đêm trong họ Geometridae.